# Yasutaka Nomoto
Yasutaka Nomoto (japanisch 野本 泰崇 Nomoto Yasutaka; * 27. April 1986 in der Präfektur Ibaraki) ist ein japanischer Fußballspieler.

## Karriere
Nomoto erlernte das Fußballspielen in der Universitätsmannschaft der Universität Tsukuba. Seinen ersten Vertrag unterschrieb er 200 bei FC Gifu. Der Verein spielte in der zweithöchsten Liga des Landes, der J2 League. Für den Verein absolvierte er sechs Ligaspiele. Danach spielte er bei Arterivo Wakayama, Nara Club und FC Tiamo Hirakata.